# 久保裕一
久保 裕一（くぼ ゆういち、1988年9月26日 - ）は、和歌山県紀の川市出身の元サッカー選手。ポジションはFW。

## 来歴
高校時代は吉田麻也、酒井隆介らと共に名古屋グランパスエイトU-18に所属していた。明治大学時代は関東大学1部リーグ戦で優勝に貢献し、ベストイレブンに選出されたこともあった。笠原昂史、小林裕紀、山田大記は大学の同期生。
2010年、ジェフユナイテッド市原・千葉の特別指定選手に承認し、徳島戦で初出場を果たした。2011年に正式加入し、同年11月6日の大分戦でJ初ゴールを挙げた。これによって、プロA契約締結条件である公式戦（J2）900分以上を出場し、プロC契約からプロA契約へ移行した。
2012年は、リーグ戦2試合出場にとどまり、6月29日より藤本修司と共にガイナーレ鳥取へ期限付き移籍が発表された。なお久保は、出場可能となる7月22日の横浜FC戦で移籍後初ゴールを決めた。また、契約により元チームであるジェフユナイテッド千葉戦に出場できない。
2013年も、期限付き移籍延長で鳥取でプレーすることになった。同年シーズン終了後、移籍期間満了により鳥取を退団。
2014年よりファジアーノ岡山に完全移籍で加入。
2016年7月に水戸ホーリーホックへ期限付き移籍。
2017年よりSC相模原に完全移籍。初年度は28試合に出場し主力の座を固めたが、2018年シーズンは6試合の出場数にとどまった。この間、アカデミーでコーチの経験を得た。同年12月1日、SC相模原は契約期間の満了と来季に向けた契約更新を行わないことを発表した。。同年12月12日、フクダ電子アリーナで行われたJリーグ合同トライアウトに出場。
2019年より、アルテリーヴォ和歌山に移籍。
2020年9月25日、2020年シーズンでの現役引退を発表した。

## 所属クラブ
ユース経歴
- 1996年 - 2000年 貴志川サッカースポーツ少年団
- 2001年 - 2003年 岩出FCアズール (紀の川市立貴志川中学校)
- 2004年 - 2006年 名古屋グランパスエイトU-18 (豊田大谷高等学校)
- 2007年 - 2010年 明治大学
  - 2010年 ジェフユナイテッド市原・千葉 (特別指定選手)

シニア経歴
- 2011年 - 2013年  ジェフユナイテッド市原・千葉
  - 2012年6月 - 2013年  ガイナーレ鳥取 (期限付き移籍)
- 2014年 - 2016年  ファジアーノ岡山
  - 2016年7月 - 同年12月  水戸ホーリーホック (期限付き移籍)
- 2017年 - 2018年  SC相模原
- 2019年 - 2020年  アルテリーヴォ和歌山

## 個人成績
| 国内大会個人成績 | 国内大会個人成績 | 国内大会個人成績 | 国内大会個人成績 | 国内大会個人成績 | 国内大会個人成績 | 国内大会個人成績 | 国内大会個人成績 | 国内大会個人成績 | 国内大会個人成績 | 国内大会個人成績 | 国内大会個人成績 |
| 年度             | クラブ           | 背番号           | リーグ           | リーグ戦         | リーグ戦         | リーグ杯         | リーグ杯         | オープン杯       | オープン杯       | 期間通算         | 期間通算         |
| 年度             | クラブ           | 背番号           | リーグ           | 出場             | 得点             | 出場             | 得点             | 出場             | 得点             | 出場             | 得点             |
| 日本             | 日本             | 日本             | 日本             | リーグ戦         | リーグ戦         | リーグ杯         | リーグ杯         | 天皇杯           | 天皇杯           | 期間通算         | 期間通算         |
| ---------------- | ---------------- | ---------------- | ---------------- | ---------------- | ---------------- | ---------------- | ---------------- | ---------------- | ---------------- | ---------------- | ---------------- |
| 2009             | 明大             | 11               | -                | -                | -                | -                | -                | 3                | 0                | 3                | 0                |
| 2010             | 千葉             | 34               | J2               | 1                | 0                | -                | -                | -                | -                | 1                | 0                |
| 2011             | 千葉             | 22               | J2               | 27               | 1                | -                | -                | 3                | 0                | 30               | 1                |
| 2012             | 千葉             | 22               | J2               | 2                | 0                | -                | -                | -                | -                | 2                | 0                |
| 2012             | 鳥取             | 13               | J2               | 16               | 2                | -                | -                | 2                | 0                | 18               | 2                |
| 2013             | 鳥取             | 13               | J2               | 32               | 8                | -                | -                | 1                | 0                | 33               | 8                |
| 2014             | 岡山             | 13               | J2               | 28               | 4                | -                | -                | 0                | 0                | 28               | 4                |
| 2015             | 岡山             | 13               | J2               | 21               | 2                | -                | -                | 1                | 0                | 22               | 2                |
| 2016             | 岡山             | 13               | J2               | 5                | 0                | -                | -                | -                | -                | 5                | 0                |
| 2016             | 水戸             | 37               | J2               | 14               | 0                | -                | -                | 2                | 0                | 16               | 0                |
| 2017             | 相模原           | 13               | J3               | 28               | 4                | -                | -                | 0                | 0                | 28               | 4                |
| 2018             | 相模原           | 13               | J3               | 6                | 0                | -                | -                | -                | -                | 6                | 0                |
| 2019             | 和歌山           | 11               | 関西1部          | 14               | 11               | -                | -                | 2                | 0                | 16               | 11               |
| 2020             | 和歌山           | 11               | 関西1部          | 6                | 2                | -                | -                | 2                | 0                | 8                | 2                |
| 通算             | 日本             | 日本             | J2               | 146              | 17               | -                | -                | 9                | 0                | 155              | 17               |
| 通算             | 日本             | 日本             | J3               | 34               | 4                | -                | -                | 0                | 0                | 34               | 4                |
| 通算             | 日本             | 日本             | 関西1部          | 20               | 11               | -                | -                | 4                | 0                | 18               | 11               |
| 通算             | 日本             | 日本             | 他               | -                | -                | -                | -                | 3                | 0                | 3                | 0                |
| 総通算           | 総通算           | 総通算           | 総通算           | 200              | 34               | 0                | 0                | 16               | 0                | 210              | 34               |

- 2010年は特別指定選手として出場

2020年
- 第25回和歌山県サッカー選手権大会 2試合3得点

- Jリーグ初出場 - 2010年12月4日 J2第38節 徳島ヴォルティス戦 (フクダ電子アリーナ)
- Jリーグ初得点 - 2011年11月6日 J2第34節 大分トリニータ戦 (大分銀行ドーム)

## 代表歴
- 2003年：U-15日本代表
- 2019年：国民体育大会和歌山県代表

## タイトル
- 明治大学
  - 2009年 第58回全日本大学サッカー選手権大会 優勝
  - 2010年 第84回関東大学サッカーリーグ戦1部 優勝
- 2019年 関西サッカーリーグ1部 ベストイレブン